# Wspólnota Małopolska
Wspólnota Małopolska – komitet wyborczy wyborców i regionalne ugrupowanie polityczne, od 2002 działające w województwie małopolskim, której założycielem i liderem był Marek Nawara.
WM po raz pierwszy wystartowała w wyborach samorządowych w 2002. Na jej listach znaleźli się przedstawiciele byłej Akcji Wyborczej Solidarność oraz osoby związane z Unią Wolności. W głosowaniu do sejmiku małopolskiego uzyskała 135 424 głosy, tj. 13,82% głosów ważnych. Uzyskała dzięki temu sześć mandatów. Radnymi województwa zostali Roman Ciepiela, Jerzy Fedorowicz, Witold Kozłowski, Marek Nawara (marszałek województwa I kadencji w latach 1998–2002), Andrzej Sasuła i Beata Szydło. W 2004 Wspólnota Małopolska przekształciła się w stowarzyszenie rejestrowe. W trakcie kadencji część radnych i działaczy związała się z ogólnopolskimi ugrupowaniami (m.in. Witold Kozłowski i Beata Szydło z PiS, Roman Ciepiela i Jerzy Fedorowicz z PO).
W wyborach samorządowych w 2006 do sejmiku III kadencji przedstawiciele WM wystartowali z list Prawa i Sprawiedliwości. Jej lider, Marek Nawara, został ponownie wybrany marszałkiem województwa, stając na czele zawiązanej koalicji PiS, PSL i LPR. W lutym 2007 część radnych Prawa i Sprawiedliwości podjęła starania o odwołanie marszałka, wobec czego działacze Wspólnoty Małopolskiej odeszli z PiS, zakładając własny klub radnych pod nazwą stowarzyszenia. Radni ci podjęli rozmowy z PSL i Platformą Obywatelską, co doprowadziło do utworzenia nowej koalicji, która przetrwała do końca III kadencji. W tym czasie klub Wspólnoty Małopolskiej liczyły siedmiu radnych.
W wyborach w 2010 do sejmiku małopolskiego ugrupowanie wystawiło swoją własną listę wyborczą. WM otrzymała 6,13% głosów, nie uzyskując jednak jakichkolwiek mandatów.